# سانتن
سانتن (انگلیسی: Santen) شرکت داروسازی ژاپنی است، که در سال ۱۸۹۰ تأسیس شد.